# Історія євреїв Харкова
Історія євреїв Харкова — хронологічний розвиток соціально-економічного, культурно-релігійного та інших аспектів життя єврейської громади у Харкові.

## Перша поява (XVIII ст)
Документальні свідоцтва про єврейську присутність у Харкові походять із кінця XVIII ст. В цей час у місті з'являлись іноземні євреї та євреї з території колишньої Гетьманщини. З 1780-х років у Харкові функціонувала постійна громада, яку очолював купець Мойсей Александрович, він виконував обов'язки рабина. У 1799 році з'явилось єврейське кладовище, а на початку XIX ст. єврейська громада поселилася на одній з вулиць — Міщанській, яка неофіційно називалась "Єврейською". Тут діяла і перша в Харкові синагога — «2-а єврейська молельня» (також «Солдатська», або «Міщанська»).

## Основні сфери присутності в першій половині XIX ст
З кінця XVIII ст. і до Першої світової війни присутність євреїв у Харкові залежала від статусу міста, яке знаходилося за межею Смуги осілості. Це давало привід представникам влади ставити під сумнів статус єврейської громади у місті, члени якої мали право перебувати в Харкові лише як представники того чи іншого стану — купецтва, міщанства тощо. До середини XIX ст. основними сферами присутності євреїв у Харкові були торгівля та армія. З 1827 р. імперська влада залучала євреїв до служби в армії, використовуючи це як інструмент для асиміляції. Надалі євреї мали суттєве представництво у харківському гарнізоні. У сфері торгівлі євреї були постійними відвідувачами тривалих харківських ярмарок. Обмеження щодо перебування євреїв у місті використовувались торговцями-конкурентами, як привід для скарг, наслідком яких ставали тимчасові заборони на участь євреїв-купців у ярмарках. Тим не менш, єврейське представництво в торговельній сфері зростало. В середині XIX ст. про важливість участі євреїв у ярмарках, як посередників та організаторів гуртової торгівлі, писали представники губернської влади та офіційні експерти.

## Політика інтеграції і міграція до міста (друга половина XIX — перші декади XX ст)
З 1859 року імперська влада перейшла до нової спроби вирішення «єврейського питання» — інтеграції єврейського населення. Почергово право на перебування поза межами Смуги осілості надавалось купцям першої гільдії, випускникам університетів, ремісникам «корисних професій». У наступні роки єврейське населення Харкова в цих категоріях неухильно збільшувалось. Зокрема, серед купецтва першої гільдії на 1912 р. частка євреїв сягала 80 %. В харківському університеті перші студенти-євреї з'явилися ще в 1814 р., а з 1860-х років серед єврейських студентів користувалися популярністю юридична та медична спеціалізації, що давали можливість фахового влаштування у Харкові або інших містах поза Смугою осілості. Зі зростанням попиту на фахівців технічних спеціальностей та користуючись більш демократичним статутом закладу, в останні десятиліття XIX ст. чимало єврейських студентів обирали харківський технологічний інститут.
Політика інтеграції хронологічно співпала з бурхливим економічним розвитком міста. Харків, який в останній третині XIX ст. постійно збільшував індустріальний потенціал, перетворився на фінансовий центр Донецько-Криворізького басейну та став важливою транспортною мережею. Розвиток міста супроводжував постійний приплив нових мешканців, в тому числі і євреїв-мігрантів. У період з середини XIX і до перших декад XX ст. населення міста збільшилося з 50 тис. до 250 тис., єврейське населення Харкова відповідно з 1 тис. до 12 тис.. Основними джерелами єврейської міграції до Харкова були «українські» губернії Смуги осілості.
Наприкінці XIX ст. спектр занять єврейського населення міста був досить різноманітним, але найбільше представництво євреї мали у таких сферах як дрібна торгівля, збір металобрухту та старого одягу, кравецтво та типографська справа. Чимало євреїв знаходилися в Харкові нелегально. Перебуваючи під постійним ризиком бути висланими з міста, вони були змушені вирішувати свої проблеми через хабарі поліції та чиновникам. Попри офіційну політику обмеження єврейської присутності в Харкові, у місті існували традиційні інститути єврейської громади — хедери, коробковий збір, рабини, шойхети, вплив яких охоплював єврейське населення міста. Релігійне життя громади було представлено різними течіями юдаїзму — раввіністичним напрямком («мітнагдім»), хасидизмом, прихильниками реформізму («маскілім»).
На межі XIX—XX ст. набирали популярності модернізаційні проекти. Зокрема, з 1904 року у місті діяла філія Товариства поширення освіти серед євреїв, у 1905 році було створено Товариство допомоги бідним євреям. Ідеї філантропії, меценатства поділяли й представники бізнес-еліти. Родини Бурасів, Рубінштейнів субсидіювали відкриття санаторіїв, лікарень, сиротинців, виплачували стипендії тощо. Побудована в 1913 році хоральна синагога була відповіддю на запити акультурованої частини громади в релігійному житті.
Вихідці з середовища харківського єврейства робили блискучі кар'єри у сфері культури, науки. Так, Іда Рубінштейн, представниця однієї з найбагатших родин півдня імперії, стала відомою танцівницею, не в останню чергу завдяки епатажності втілюваних образів. Архітектор Олександр Гінзбург, автор багатьох проектів у стилі модерн, втілених не лише у Харкові, але і в інших містах імперії. Офтальмолог Леонард Гіршман відкрив у місті офтальмологічну клініку та кафедру з дослідження захворювань при університеті.
У період «пізньої імперії» євреї Харкова ставали учасниками політичних рухів. Так, у 1882 р. у місті з'явилась студентська група «Білу», яка фактично започаткувала сіоністський рух у Російській імперії. У 1903 р. у місті відбулась сіоністська «Харківська конференція», рішення якої підтвердили претензії на Палестину, а також було створено рух «Ціоней Ціон». Також у Харкові діяли єврейські політичні партії — Бунд, Поалей Ціон, серед їх учасників було багато студентів. Не менш активно місцеві євреї діяли у складі таких партій як ПСР, РСДРП. Надзвичайна політична активність єврейської молоді була відповіддю на політику обмежень з боку влади та зростання антиєврейського насильства в останні десятиліття існування імперії.

## Міжвоєнний період (1920-1930-ті рр)
Події Першої світової війни фактично зруйнували Смугу осілості. Це дало поштовх до збільшення чисельності єврейської громади Харкова, яка у міжвоєнний період зросла з 20 тис. у 1917 р. до 130 тис. у 1939 р. Вагомим позитивним фактором був столичний статус міста в цей період. Для євреїв Харкова міжвоєнні десятиліття були позначені припиненням державної політики антисемітизму та бурхливим розвитком, в першу чергу, культури мовою їдиш та руйнуванням стрижня єврейської традиційної спільноти — релігійного життя. Радянська антирелігійна кампанія призвела до закриття синагог, а віруючі були змушені перейти до підпільних відправ. Ці акції подавались як бажання єврейського пролетаріату, було організовано демонстрації з відповідними вимогами. Незважаючи на те, що, відповідно до політики коренізації, євреї отримали можливість національно-культурного розвитку, його наповнення могло бути лише радянським.
Найбільш помітною сферою в культурному розвитку міжвоєнного Харкова, до якої долучалися євреї, стала література. Відомі поети і прозаїки — Хана Левін (їдишем — ‏חנה לעװין‏), Лейб Квітко (їдишем — לייב קוויטקאָ‏), Перец Маркіш (їдишем — פּרץ מאַרקיש) — були активними учасниками різних дискусій, осередком яких був будинок «Слово» та загалом долучалися до творення культурного життя міста 1920-х років. Віддані новій ідеології — Хана Левін була в Червоній армії, Лейб Квітко працював робітником на Харківському тракторному заводі — вони творили нову радянську літературу мовою їдиш. У цей період видавались журнали та газети мовою їдиш — «Ді ройте велт» («Червоний світ»), «Дер штерн» («Зірка»), ставились п'єси для єврейських театрів «Унзер вінкл» («Наш куточок») та ДЕРЖЄТ (Державний єврейський театр). Після Другої світової війни, коли антисемітизм став сталінською політикою, більшість творців єврейської культури Харкова були розстріляні.
Євреї були присутні в багатьох сферах життя міста, від роботи на заводах до науки і освіти, але про жодну єврейську специфіку не йшлося. Соціально-економічні експерименти більшовиків, починаючи від політики воєнного комунізму змусили багатьох залишити Харків і країну загалом. Серед емігрантів був і майбутній Нобелівський лауреат Саймон Кузнєц. В означений період відбулася і зміна соціальної структури єврейського населення — не лише духовна еліта, але і чисельний торговельно-підприємницький прошарок, який був представлений купецтвом, банкірами, власниками виробництв, фактично зник. Але ці процеси зачепили не лише заможні прошарки населення, так само мусили переорієнтуватись у своїй діяльності дрібні торговці, чия сфера діяльності була одержавлена. Платнею за успішну кар'єру і спокійну діяльність була лояльність до правлячого режиму та асиміляція в радянському проекті «нової людини». Ті, хто обирав кар'єру в каральних органах НК-НКВС або органах влади показово розривали всі зв'язки з єврейською громадою і попереднім життям.

## Друга світова війна,Голокост
В період Другої світової війни єврейське населення Харкова стало жертвою Голокосту, як і більшість єврейських громад України. Лише та обставина, що нацисти увійшли у місто лише в жовтні 1941 р. дала більшості євреїв Харкова можливість врятуватись. Тисячі євреїв були мобілізовані до Червоної армії, переміщені з підприємствами до інших регіонів Радянського Союзу. На момент окупації в місті лишались переважно жінки та діти. У грудні 1941 р. більшість із них були вбиті в Дробицькому Яру. За час нацистської окупації Харкова загальна кількість загиблих євреїв складала до 10 тис.. В грудні 1943 р. у місті відбувся перший процес над нацистськими злочинцями. За допомоги Єврейського антифашистського комітету було поставлено питання відповідальності за вбивства єврейського населення. Після закінчення Другої світової війни радянська влада замовчувала трагедію та свідомо ігнорувала питання національності жертв. Лише в 1955 р. було встановлено обеліск у Дробицькому яру. Але, до кінця існування Радянського Союзу, наголошувати на національності вбитих було неможливо. Ситуація змінилась в незалежній Україні. В 2002 р. було споруджено Меморіальний комплекс «Дробицький Яр», який об'єднав і раніше встановлені пам'ятні знаки.

## Радянський антисемітизм і асиміляція (1950-1980-ті рр)
У післявоєнний період єврейська громада Харкова відновилась і її чисельність поступово зростала до 1980-х років. Лояльність до правлячої партії так само залишалась обов'язковою умовою спокійного життя. Водночас, з кінця 1940-х років до падіння радянського режиму неприхована політика антисемітизму стала характерною для Радянського Союзу. Після екстремального періоду пізнього сталінізму з судовими процесами проти діячів Єврейського антифашистського комітету, «справи лікарів» та інших процесів, жертвами яких були і євреї Харкова, внутрішня політика антисемітизму мала більш приховані форми. Її зовнішні вияви, в тому числі і постійна антиізраїльська риторика, вимагали від радянських євреїв солідаризації з позицією Радянського Союзу. З огляду на ці обставини, важко говорити про будь-які маніфестації, які би стосувалися національної приналежності, в публічному просторі. Тим не менш, спогади євреїв-дисидентів, так само як і справи КДБ проти тих самих дисидентів, свідчать про існування прихованого релігійного життя, коли квартири перетворювались на молитовні будинки, проводились обряди обрізання, а люди сповідували ідеї, які можна було б назвати сіоністськими.

## Єврейська громада Харкова в сучасній Україні
З кінця 1980-х років відкриття кордонів Радянського Союзу та стрімке падіння рівня життя призвели до масової еміграції євреїв із України, зокрема і Харкова, до Ізраїля («алія»), Німеччини, США. Водночас, падіння радянського режиму стало шансом для всіх, хто залишався у Харкові, повернутись до релігійного життя, дало можливість говорити про свій зв'язок з Ізраїлем, як єврейською державою. У Харкові відкрили свої філії єврейські організації — Джойнт, Сохнут. Почав роботу Ізраїльський культурний центр, благодійницька організація «Хесед», молодіжна організація «Гілель».
Символом релігійного життя сучасної громади міста є хоральна синагога, яка була повернута громаді. В 2003 р. вона відновила свою діяльність. Головним рабином Харкова став Мойше Москович. При синагозі була відкрита єшива та інші форми релігійної освіти. З 1997 р. у місті працює єврейський культурний центр «Бейт Дан». При центрі функціонують дитячі гуртки, курси івриту та їдишу, організовуються концерти клейзмерської музики. За даними 1999 р. у Харкові проживало 40 тис. євреїв.